# Campeonato Sergipano de Basquete
O Campeonato Sergipano de Basquete é realizado pela Federação Sergipana de Basquetebol tendo o
Cotinguiba Sport Club em 1938  como seu primeiro campeão e repetiu o feito em 1947 . É dividido nas seguintes Categorias:
- Campeonato.Juvenil - Masc/Fem.
- Campeonato Infanto - Masc/Fem.
- Campeonato Mirim Masc/Fem.
- Campeonato Cadete Masc/Fem.(16 anos)
- Campeonato Infantil Masc/Fem.(14 anos)
- Campeonato Pré-mirim Masc/Fem.(12 anos)
- Campeonato Adulto Fem/Masc.

## Últimas Edições do Campeonato Sergipano de Basquete Masculino
| Edição | Ano  | Campeão                  | Vice-campeão                                  |
| ------ | ---- | ------------------------ | --------------------------------------------- |
|        | 2011 | Amadeus/Crasks (Aracaju) | Aliança Socorrense (Nossa Senhora do Socorro) |
|        | 2012 | CEPE                     | Raptors Advantage                             |